# Bathythrix prothorax
Bathythrix prothorax är en stekelart som beskrevs av Setsuya Momoi 1970. Bathythrix prothorax ingår i släktet Bathythrix och familjen brokparasitsteklar. Inga underarter finns listade.